# Glaser-Dirks DG-500

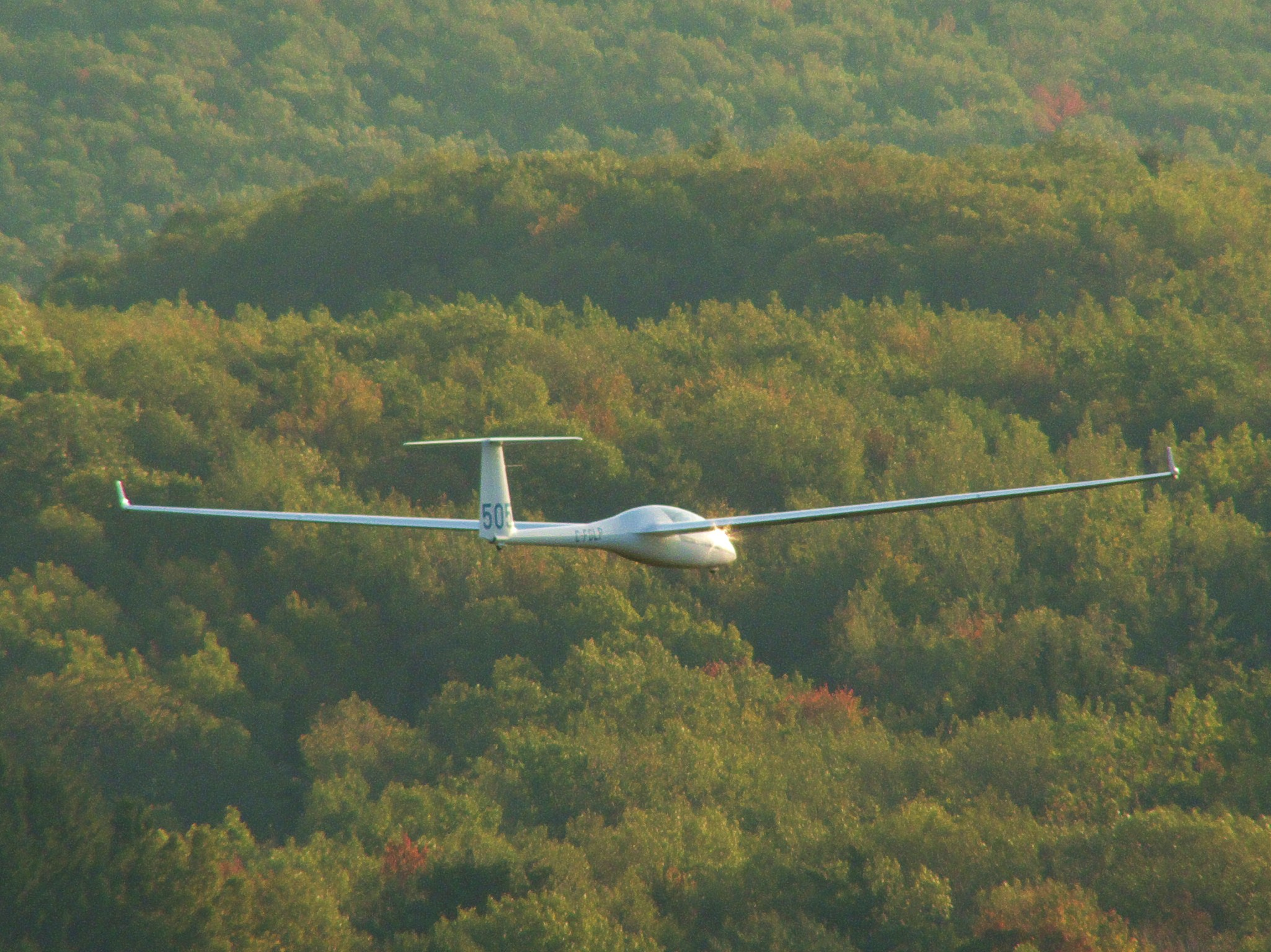
DG-505 mit Winglets beim Hangfliegen in Pennsylvania, USA

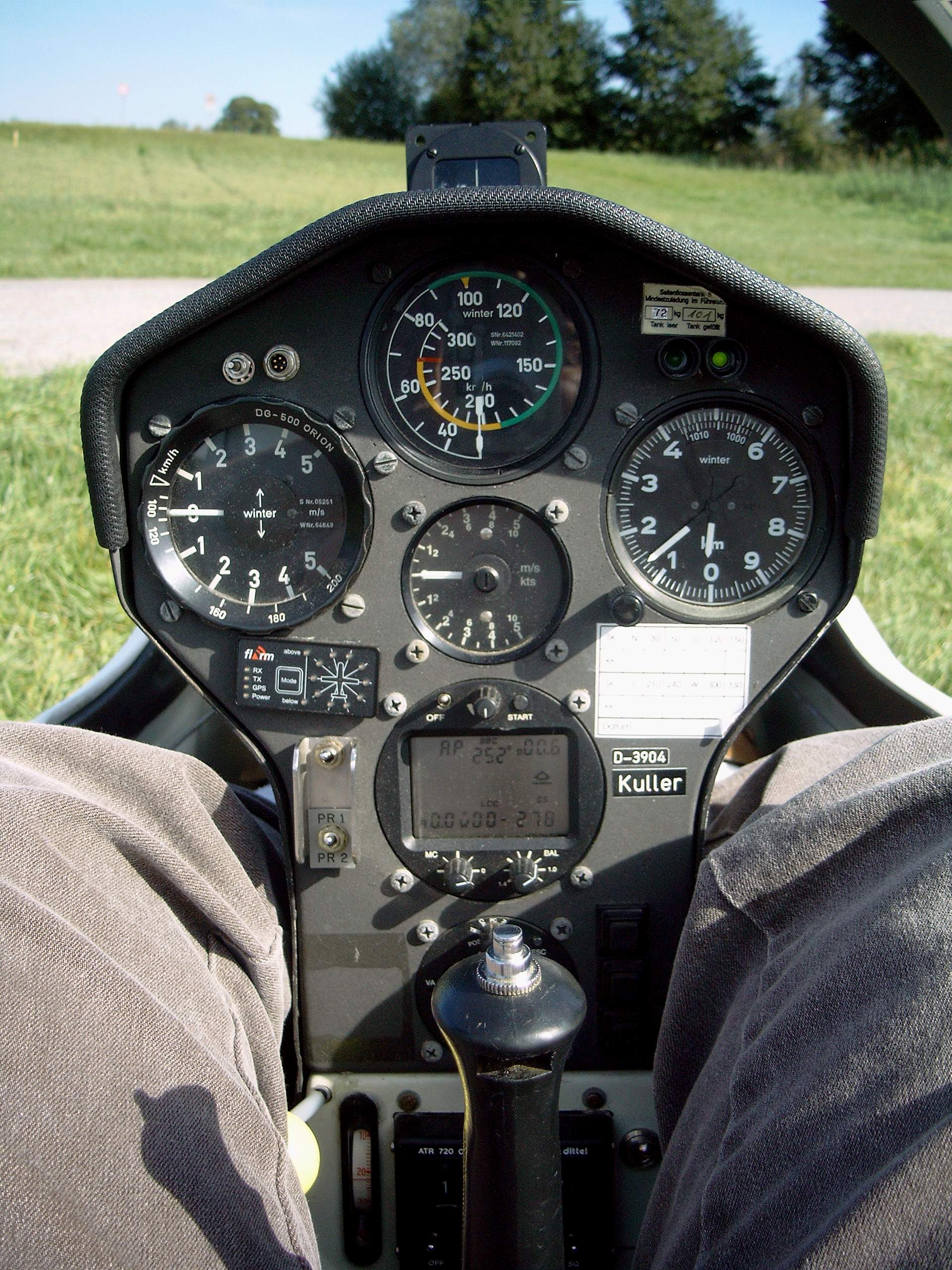
Cockpit einer DG-505

Bei der Glaser-Dirks DG-500 – später DG-505 – handelt es sich um ein doppelsitziges Mitteldecker-Segelflugzeug in GFK-Bauweise, das bei der DG Flugzeugbau GmbH in Bruchsal hergestellt wurde. Der Segler ist als Trainer mit 18 Metern oder als Leistungsdoppelsitzer mit 20 oder 22 Metern Spannweite erhältlich.
Ab 2004 wurde die DG-500 nur noch in der neuesten Version als „DG-505 Orion“ bei AMS Flight in Slowenien gefertigt. Nach dem Erscheinen der DG Flugzeugbau DG-1000 gab AMS die Produktion von DG-Flugzeugen auf.

## Konstruktion

DG-500 im Windenstart

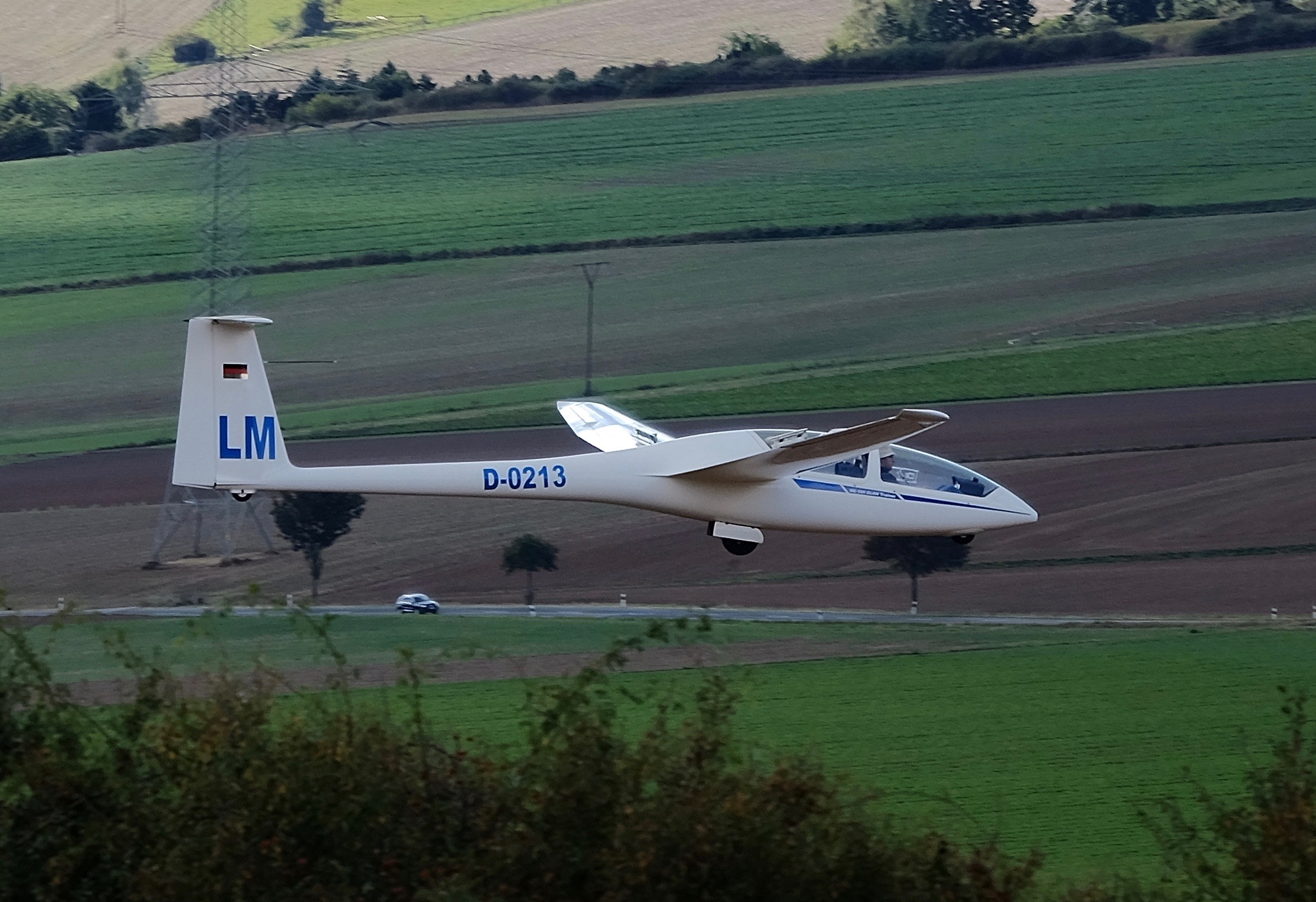
DG-500 im Landeanflug

Der Rumpf ist – abgesehen von den zusätzlichen Ruderanschlüssen für die Wölbklappen bei der 22-m-Ausführung – stets gleich. Das Fahrwerk ist bei beiden Versionen einziehbar und das Leitwerk ist in der T-Bauweise gehalten. Bei der DG-500/22 erstrecken sich die Querruder (und damit auch die Wölbklappen) über die volle Spannweite der Tragflächen. Darüber hinaus kann die DG-500/22 bis zu 160 kg zusätzlichen Ballast in Form von Wasser in den Tragflächen mitführen, was mit der Trainer-Version nicht möglich ist. Die 18-m-Version ist voll kunstflugtauglich. Sie ist bis 7g positiv und 5g negativ zugelassen. Außerdem gibt es Varianten mit 20 m Spannweite und Winglets.
Außerdem gibt es mit der DG-500M eine eigenstartfähige Variante.

## Technische Daten
| Kenngröße             | DG-500/18 m     | DG-500/22 m                          |
| --------------------- | --------------- | ------------------------------------ |
| Spannweite            | 18 m            | 22 m                                 |
| Rumpflänge            | 8,66 m          | 8,66 m                               |
| Leermasse             | 400 kg          | 445 kg                               |
| max. Startmasse       | 615 kg          | 750 kg                               |
| Wasserballast         | –               | 160 l                                |
| Höchstgeschwindigkeit | 270 km/h        | 270 km/h                             |
| Gleitzahl             | 40 bei 103 km/h | 44 (20 m) bzw. 47 (22 m) bei 95 km/h |

## Perlan-Projekt
Am 29. August 2006 führten Steve Fossett und Einar Enevoldson im Rahmen des Perlan Projects mit einer modifizierten DG-505 einen Flug durch, bei dem sie eine Flughöhe von 15.460 m erreichten. Sie hielten damit den FAI-Höhenflugrekord in der Offenen Klasse, bis dieser am 3. September 2017 mit der Perlan II übertroffen wurde.